# 6e Match des étoiles de la Ligue nationale de hockey
Match précédent Match suivant
Le 6e Match des étoiles de la Ligue nationale de hockey a lieu le 5 octobre 1952 dans le domicile des Red Wings de Détroit, l'Olympia Stadium.
Ce match qui oppose que les meilleurs joueurs de la ligue se conclut par la marque de 1 à 1.

## Effectif

### Première équipe d'étoiles
- Entraîneur-chef : Tommy Ivan ; Red Wings de Détroit.
  - Gardiens de but :
  - 1 Chuck Rayner ; Rangers de New York.
  - 1 Terry Sawchuk ; Red Wings de Détroit.
- Défenseurs :
  - 2 Doug Harvey ; Canadiens de Montréal.
  - 3 Gus Mortson ; Maple Leafs de Toronto.
  - 4 Red Kelly ; Red Wings de Détroit.
  - 8 Leo Reise ; Rangers de New York.
  - 11 Bill Quackenbush ; Bruins de Boston.
  - 14 Bob Goldham ; Red Wings de Détroit.
- Attaquants :
  - 5 Dave Creighton, C ; Bruins de Boston.
  - 6 Ed Sandford, AG ; Bruins de Boston.
  - 7 Ted Lindsay, AG ; Red Wings de Détroit.
  - 9 Gordie Howe, AD  ; Red Wings de Détroit.
  - 10 Marty Pavelich, AG ; Red Wings de Détroit.
  - 12 Bill Mosienko, AD ; Blackhawks de Chicago.
  - 15 Tony Leswick, AG ; Red Wings de Détroit.
  - 16 Elmer Lach, C ; Canadiens de Montréal.
  - 21 Reg Sinclair, AD ; Red Wings de Détroit.

### Deuxième équipe d'étoiles
- Entraîneur-chef : Dick Irvin ; Canadiens de Montréal.
- Gardiens de buts :
  - 1 Jim Henry ; Bruins de Boston.
  - 1 Gerry McNeil ; Canadiens de Montréal.
- Défenseurs :
  - 2 Jimmy Thompson ; Maple Leafs de Toronto.
  - 3 Hy Buller ; Rangers de New York.
  - 10 Tom Johnson ; Canadiens de Montréal.
  - 11 Émile Bouchard ; Canadiens de Montréal.
  - 12 Fern Flaman ; Maple Leafs de Toronto.
- Attaquants :
  - 4 Harry Watson, AG ; Maple Leafs de Toronto.
  - 5 Bernard Geoffrion, AD ; Canadiens de Montréal.
  - 6 Floyd Curry, AD ; Canadiens de Montréal.
  - 9 Maurice Richard, AD ; Canadiens de Montréal.
  - 14 Kenny Mosdell, AG ; Canadiens de Montréal.
  - 15 Milt Schmidt, C ; Bruins de Boston.
  - 16 Tod Sloan, C ; Maple Leafs de Toronto.
  - 17 Billy Reay, C ; Canadiens de Montréal.
  - 20 Paul Meger, AG ; Canadiens de Montréal.
  - 24 Sid Smith, AG ; Maple Leafs de Toronto.

## Feuille de match
| 5 octobre 1952 | 1re équipe | 1-1 ) | 2e équipe | Olympia Stadium 10 680 spectateurs |

| Feuille de match | Feuille de match                             | Feuille de match                         | Feuille de match               | Feuille de match                                   |
| ---------------- | -------------------------------------------- | ---------------------------------------- | ------------------------------ | -------------------------------------------------- |
|                  | Pavelich (Mosienko, Creighton) — 29 min 57 s | 1-0 1-1                                  | Richard (Buller) — 41 min 36 s | Arbitrage : Bill Chadwick George Hayes, Doug Young |
| Sawchuk          | Gardiens                                     | Henry (29 min 57 s) McNeil (30 min 32 s) |                                | Arbitrage : Bill Chadwick George Hayes, Doug Young |
|                  |                                              |                                          |                                | Arbitrage : Bill Chadwick George Hayes, Doug Young |
|                  |                                              |                                          |                                | Arbitrage : Bill Chadwick George Hayes, Doug Young |